# Nuoto sincronizzato ai campionati mondiali di nuoto 2009 - Duo (programma libero)
La fase preliminare si è svolta il 23 luglio 2009 e vi hanno partecipato 34 coppie. Le prime 12 hanno avuto accesso alla finale del 24 luglio 2009.

## Medaglie
| Posizione | Atlete                               | Paese  |
| --------- | ------------------------------------ | ------ |
|           | Natalia Ishchenko Svetlana Romashina | Russia |
|           | Andrea Fuentes Gemma Mengual         | Spagna |
|           | Jiang Tingting Jiang Wenwen          | Cina   |

## Risultati
| Pos. | Coppia                                    | Nazionalità    | Qualif. | Qualif. | Finale    | Finale |
| Pos. | Coppia                                    | Nazionalità    | Punti   | Pos.    | Punti     | Pos.   |
| ---- | ----------------------------------------- | -------------- | ------- | ------- | --------- | ------ |
|      | Natalia Ishchenko Svetlana Romashina      | Russia         | 99,000  | 1       | 98,833    | 1      |
|      | Andrea Fuentes Gemma Mengual              | Spagna         | 97,833  | 2       | 98,333    | 2      |
|      | Jiang Tingting Jiang Wenwen               | Cina           | 96,666  | 3       | 97,000    | 3      |
| 4    | Marie-Pier Boudreau Gagnon Chloé Isaac    | Canada         | 95,333  | 4       | 95,833    | 4      |
| 5    | Beatrice Adelizzi Giulia Lapi             | Italia         | 94,667  | 5       | 95,334    | 5      |
| 6    | Yukiko Inui Mariko Sakai                  | Giappone       | 94,500  | 6       | 94,000    | 6      |
| 7    | Daria Iushko Kseniya Sydorenko            | Ucraina        | 93,500  | 7       | 93,000    | 7      |
| 8    | Apolline Dreyfuss Lila Meessemann-Bakir   | Francia        | 92,000  | 8       | 92,000    | 8      |
| 9    | Natalia Anthopoulou Despoina Solomou      | Grecia         | 90,834  | 9       | 91,333    | 9      |
| 10   | Olivia Allison Jenna Randall              | Regno Unito    | 89,833  | 10      | 90,667    | 10     |
| 11   | Nayara Figueira Lara Teixeira             | Brasile        | 89,000  | 11      | 89,500    | 11     |
| 12   | Yong Mi Kim Ok Gyong Wang                 | Corea del Nord | 88,167  | 12      | 88,500    | 12     |
| 13   | Sona Bernardova Alzbeta Dufkova           | Rep. Ceca      | 88,167  | 12      | 86,834    | 13     |
| 16.5 | H09.5                                     |                |         |         | 00:55.635 | O      |
| 14   | Hyunha Park Hyunsun Park                  | Corea del Sud  | 87,666  | 14      | -         | -      |
| 15   | Mariana Cifuentes Evelyn Guajardo         | Messico        | 86,000  | 15      | -         | -      |
| 16   | Arna Toktagan Amina Yermakhanova          | Kazakistan     | 85,000  | 16      | -         | -      |
| 17   | Sarah Amrein Stephanie Jost               | Svizzera       | 84,5000 | 17      | -         | -      |
| 17   | Nadine Brandl Elisabeth Mahn              | Austria        | 84,500  | 17      | -         | -      |
| 19   | Anastasiya Mazgo Darya Navaselskaya       | Bielorussia    | 83,833  | 19      | -         | -      |
| 20   | Ester Levy Viktoria Yarmolinskaya         | Israele        | 83,333  | 20      | -         | -      |
| 21   | Reem Abd Elazem Shaza El-Sayed            | Egitto         | 80,333  | 21      | -         | -      |
| 22   | Anna Soto Mary Soto                       | Venezuela      | 80,000  | 22      | -         | -      |
| 22   | Wiebke Jeske Edith Zeppenfeld             | Germania       | 80,000  | 22      | -         | -      |
| 24   | Margareta Jakovac Carmen Pacadi           | Croazia        | 79,666  | 24      | -         | -      |
| 25   | Julia Gyori Julia Kiss                    | Ungheria       | 78,333  | 25      | -         | -      |
| 26   | Valentina Popova Anastasiya Ruzmetova     | Uzbekistan     | 77,000  | 26      | -         | -      |
| 26   | Elena Radkova Kalina Yordanova            | Bulgaria       | 77,000  | 26      | -         | -      |
| 28   | Etel Sanchez Sofia Sanchez                | Argentina      | 76,833  | 28      | -         | -      |
| 29   | Rodriguez Gonzales Darlys Rodriguez Lores | Cuba           | 75,000  | 29      | -         | -      |
| 30   | Cristina Nicolini Elena Tini              | San Marino     | 74,333  | 30      | -         | -      |
| 31   | En Pei Jodie NG Hui Zhang                 | Singapore      | 71,500  | 31      | -         | -      |
| 32   | Arsyi Sabihisma Tri Eka Sandiri           | Indonesia      | 69,500  | 32      | -         | -      |
| 33   | Ka Leng Cheong Lok Ka Man                 | Macao          | 68,500  | 33      | -         | -      |
| 34   | Lilit Davidyan Margarita Ghazaryan        | Armenia        | 56,333  | 34      | -         | -      |